# Бошан сир Ијар
Бошан сир Ијар (фр. Beauchamps-sur-Huillard) насеље је и општина у централној Француској у региону Центар (регион), у департману Лоаре која припада префектури Монтаржи.
По подацима из 2011. године у општини је живело 414 становника, а густина насељености је износила 22,89 становника/km². Општина се простире на површини од 18,09 km². Налази се на средњој надморској висини од 116 метара (максималној 130 m, а минималној 96 m).

## Демографија
| 1962. | 1968. | 1975. | 1982. | 1990. | 2011. |
| ----- | ----- | ----- | ----- | ----- | ----- |
| 388   | 353   | 325   | 276   | 266   | 414   |

График промене броја становника у току последњих година